# Ezio Corlaita
Ezio Corlaita (Bolonya, 25 d'octubre de 1889 - Bolonya, 20 de setembre de 1967) va ser un ciclista italià que va córrer entre 1909 i 1921. Els seus principals èxits foren 3 etapes al Giro d'Itàlia i la Milà-Sanremo de 1915.

## Palmarès
- 1911
  - Vencedor de 2 etapes al Giro d'Itàlia
- 1913
  - 1r a la Milà-Mòdena
- 1914
  - 1r al Giro de l'Emilia
- 1915
  - 1r a la Milà-Sanremo
- 1919
  - Vencedor d'una etapa al Giro d'Itàlia

## Resultats al Giro d'Itàlia
- 1910. 4t de la classificació general
- 1911. 5è de la classificació general i vencedor de 2 etapes
- 1911. 7è de la classificació general i vencedor d'una etapa

## Resultats al Tour de França
- 1909. Abandona (7a etapa)